# Movimento sexo-positivo
O movimento sexo-positivo é um movimento social e filosófico que busca mudar atitudes e normas culturais em torno da sexualidade, promovendo o reconhecimento da sexualidade (nas inúmeras formas de expressão) como parte natural e saudável da vivência humana, enfatizando a importância da soberania pessoal, práticas sexuais mais seguras e sexo consensual (livre de violência ou coerção). Abrange todos os aspectos da identidade sexual, incluindo expressão de gênero, orientação, relação com o corpo (positividade corporal, nudez, escolha), escolha de estilo de relacionamento e direitos reprodutivos. A positividade sexual (ou sexo-positividade) é "uma atitude em relação à sexualidade humana que considera todas as atividades sexuais consensuais como fundamentalmente saudáveis e prazerosas, encorajando o prazer e a experimentação sexual". Desafia os tabus da sociedade e visa promover atividades sexuais saudáveis e consensuais. O movimento positivo para o sexo também defende uma educação sexual abrangente e sexo seguro como parte de sua campanha. O movimento geralmente não faz distinções morais entre os tipos de atividades sexuais, considerando essas escolhas como questões de preferência pessoal. Sexo positivo também é favorável ao trabalho sexual desde que praticado entre adultos e com consentimento, não o demonizando segundo argumentos moralistas.